# تریل (اورگن)
تریل (به انگلیسی: Trail) یک منطقهٔ مسکونی در ایالات متحده آمریکا است که در شهرستان جکسون، اورگن واقع شده‌است. تریل ۴۳۵٫۸۷ متر بالاتر از سطح دریا واقع شده‌است.